# Plates coutures
Albums de Matmatah
La Cerise
(2007) Miscellanées Bissextiles
(2023)
Singles
1. Marée Haute
Sortie : 17/01/2017
2. Lésine pas
Sortie : 21/04/2017
3. Nous y sommes
Sortie : 26/10/2017
4. Peshmerga
Sortie : 29/05/2018

Plates coutures est le cinquième album studio du groupe breton Matmatah sorti le 3 mars 2017. 
"Marée Haute" est le premier extrait des onze nouveaux titres. Après 9 ans d’absence, le groupe signe également son retour sur scène par ce nouvel album. L'énergie et les convictions du groupe se retrouvent dans une musique Rock et un chant en français.

## Conception

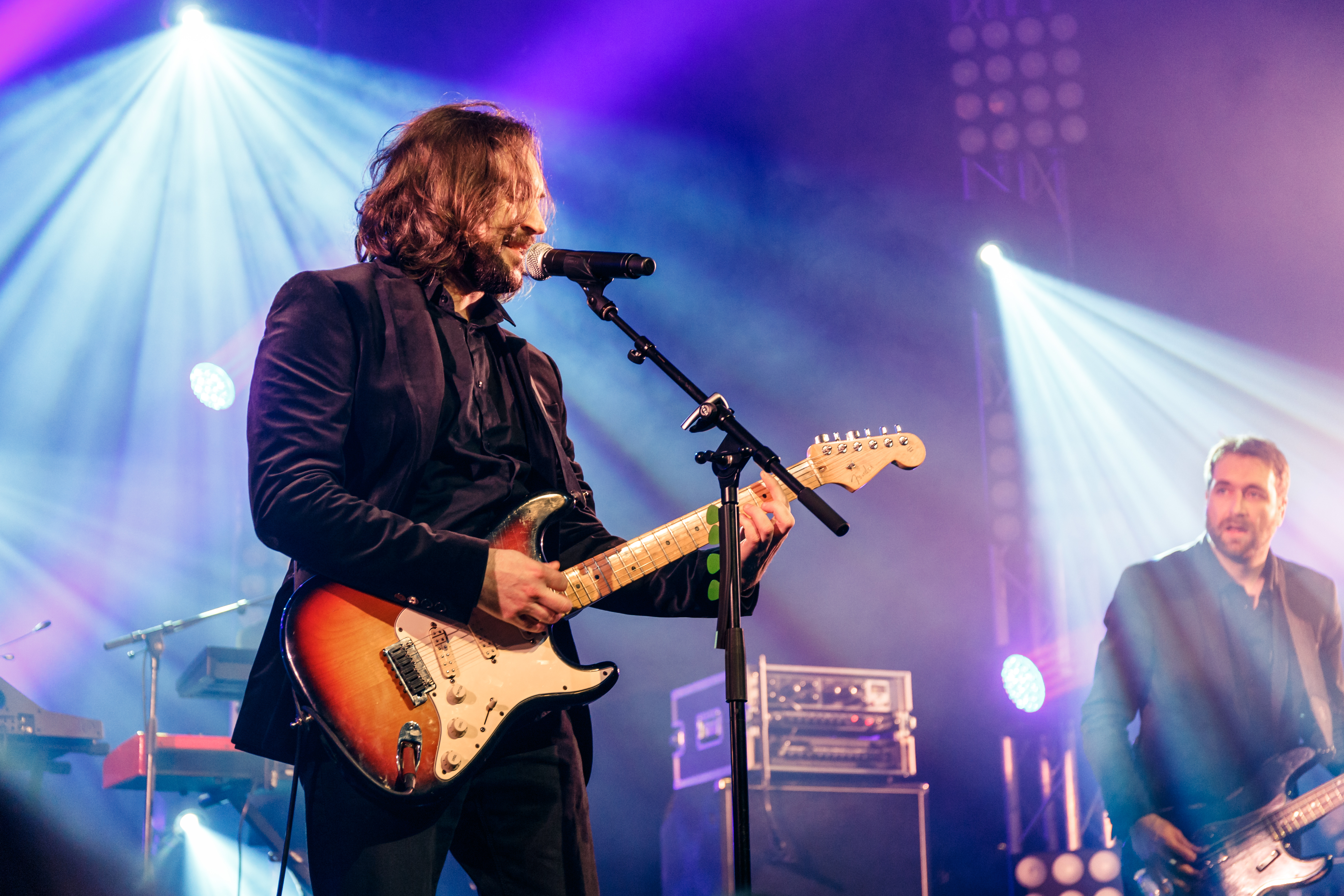
Tristan Nihouarn et Éric Digaire de retour sur scène en février 2017.

L'album est né dans le plus grand secret, les membres ayant commencé à travailler autour du projet un an avant d'avoir annoncé la reformation du groupe. Un nouveau guitariste rejoint le groupe, Emmanuel Baroux, qui a collaboré avec Aston Villa et Axel Bauer. Celui-ci avait participé à l'enregistrement de l'album solo de Tristan Nihouarn Sauf erreur de ma part en 2011, sur lequel on retrouve également le batteur Benoît Fournier. Les quatre musiciens s'étaient déjà réunis une première fois en novembre 2012 lors d'un concert de Tristan au cabaret du Vauban à Brest accompagné de Benoît et Emmanuel, durant lequel s'est joint sur scène Eric le temps de deux chansons, puis une seconde fois pour finaliser en studio des titres inédits sorti dans le best-of Antaology en 2015. Pour se retrouver ensemble et faire le point, ils sont partis une semaine au Maroc l'été 2015. Fin 2015, ils ont donc commencé à travailler de nouveaux morceaux, se réunissant à Guissény, sur la côte nord du Finistère. Dans leur studio La Datcha à Brest, ils avancent ensemble, en prenant le temps nécessaire à l'élaboration de l'album, soit un an. Des 29 bouts de morceaux, treize sont finalisés pour l'enregistrement de l'album. 
Décidant de réaliser l'enregistrement en août, le groupe vise un pays du nord et trouve dans le Yorkshire de l'Ouest de l'Angleterre un studio offrant un cadre propice. Le guitariste Bruno Green, qui a notamment collaboré avec Bertrand Cantat sur le projet Détroit, est chargé de la réalisation. En octobre, les chansons sont mixées à Bruxelles, aux prestigieux studios ICP, où venaient de résider Renaud et Michel Polnareff. Le mastering a lieu dans les mythiques studios Abbey Road à Londres.
Le propos du groupe est lié à l'évolution de la société depuis leur dernier album 10 ans auparavant et la maturité des musiciens qui ont toujours des choses à dire : « On fait un constat consterné concerné ». Ils souhaitaient s'éloigner des propos consensuels et la mode à l'ego trip, sans être encartés ou démagogues. Le titre « Plates coutures » est celui d'une chanson qui n'a jamais été écrite. Mais comme il aurait pu correspondre à différents morceaux, il a été gardé comme nom générique. En effet, le message global est que, même si l'on peut battre ou être battu « à plates coutures », il est nécessaire de garder un fond d'optimisme, de l'amour et la motivation pour avancer et résister (Peshmerga, Retour à la normale). Le côté élégant de la sonorité de l'expression (« plat de couture ») plaît également au groupe.

## Sortie et accueil
Matmatah annonce en septembre 2016 que le groupe remonte sur scène, sans évoquer la sortie de l'album. Alors que la plupart des dates de concert sont complètes, le groupe dévoile en décembre la venue d'un nouvel album. Plates coutures sort le 3 mars 2017, en digital, CD et double vinyle.
Le premier titre extrait de l'album, Marée Haute, racontant un politicien rattrapé par les affaires, est diffusé à partir de février 2017, au moment de l'affaire Fillon.

### Ventes et critiques
Plates Coutures est entré dans le « Top Albums France » le 4 mars à la 22e position.
| Publieur | Pays   | Classement               | Date            | Position |
| -------- | ------ | ------------------------ | --------------- | -------- |
| SNEP     | France | Top Albums de la semaine | 10-15 mars 2017 | 27       |
| iTunes   | France | Albums chart performance | mars 2017       | 15       |
| Fnac     | France | Les 10 albums du mois    | mars 2017       | 3        |

RFI y voit « un album puissant, lumineux, rempli de rock, de rage et de rires ». Pour Rock & Folk, Toboggan, « traversée par une hésitation presque floydienne », est « le genre de belle surprise qui ne peut que renforcer l'idée que Matmatah a décidément bien fait de reprendre du service. ». La revue ArMen salue le retour du groupe breton, car « on retrouve tous les ingrédients ayant fait la popularité du groupe, à savoir un folk-rock solide et efficace porté par la voix singulière de Stan ». Pour le site Quai Baco : « Jouant sur les harmonies de voix et une instrumentation nuancée, les français réussissent une fois de plus une composition simple et terriblement engageante. ». Le site Froggy's Delight conclue de cet album qu'« avec Matmatah, la lumière peut toujours jaillir de ces ténèbres où l’humanité ne se lasse jamais d’être en guerre contre elle-même. ».

### Promotion et concerts
Groupe avant tout scénique, Matmatah souhaitait reprendre la route en reproduisant le parcours du début, c'est-à-dire sillonner les bars et petits clubs de Bretagne (le cabaret Vauban, la Citrouille...) avant de se produire dans tout l'Hexagone, à l'affiche des grandes salles (L'Olympia, La Cigale) et des grands festivals d'été comme le festival des Vieilles Charrues. 
Matmatah interprète deux titres en live dans l'émission LeDrive sur RTL2 le 9 mars, puis lors d'une session Backstage live pour Hit West à Brest le 29 mars, pour OÜI FM le 5 avril lors d'un « apéro rock », pour La Bande passante sur RFI le 27 avril, en version acoustique pour Le Parisien le 11 mai. À la rentrée, le groupe donne un set de 20 minutes dans l'émission Acoustic sur TV5 Monde.

## Caractéristiques artistiques

### Analyse musicale
La musique est composée et arrangée par les quatre membres du groupe, avec l'aide de musiciens additionnels pour l'enregistrement, dont Bruno Green. Le son est très rock, avec la prédominance des guitares et du tempo énergique. Les chansons, écrites en français - avec quelques touches d'anglais et d'espagnol -, se veulent « concernées », en évoquant de manière franche et directe les problèmes de la société actuelle ; « Matmatah répond aux maux par les mots ». Les arrangements font parfois place à des sonorités plus synthétiques, folk ou cuivrées. Trois chansons s'éloignent du rock pour ponctuer l'oppression ambiante de respirations : Toboggan, Entre les lignes, Peshmerga. Des chœurs interviennent sur Lésine pas et Peshmerga. La parenthèse onirique, l'émotion et la fragilité que procurent les six minutes du morceau Toboggan sont source d'interprétations multiples.

### Description des chansons
1. Nous y sommes est un état des lieux de l'Humanité confrontée au transhumanisme et de la Terre « en cette fin de civilisation ». Les paroles, préconisant une macabre danse et l'amour « des ruines que nous laisserons », sont aussi cyniques que désespérées, face aux problèmes sociaux (l'égoïsme, l'aveuglement)[31] et une planète « en phase terminale »[32]. Il s'agit de la première chanson écrite et composée après la reformation[30].
2. Lésine pas est une sorte d'ode à l'amour, conseillant de puiser dans ses ressources « pour que la flamme ne s'éteigne pas » et de parcourir la Terre pour prendre le plus d'amour. La batterie up-tempo accompagne les riffs mélodiques de guitares, sur lesquels arrive un harmonica[33]. Le chant de Stan s'accompagne de voix féminines au refrain.
3. Petite frappe s'adresse aux « misérables voyous » qui détruisent le patrimoine de l'Humanité, ces « fous de Dieu » mettant du « cœur à l'outrage » pour « assassiner les morts ». Le texte fait référence aux casseurs de pierres de Daech, qui ont détruit de nombreux trésors archéologiques, notamment dans l'antique cité de Palmyre[34]. Emmanuel Baroux a composé le riff du morceau qui comporte de légères consonances celtiques.
4. Marée haute est le pamphlet des hommes de pouvoir, gouvernés par leur addiction, jusqu'à les faire agir de manière insane (naviguer « de comptes en Suisse en contentieux »)[35]. Le protagoniste, « phénix de ces hôtes », est de retour dans l'arène parmi la république des copains, obtenant « le non-lieu à l'avenir radieux »[36].
5. Toboggan fait figure d'ovni tant au niveau de la composition (expérimental, douceur des notes, chœurs lointains)[37] que du texte nostalgique d'un amour de jeunesse[38] et plus généralement sur l’appréhension des rencontres humaines, qui est la même que quand on monte sur un toboggan[39]. Dana Colley, saxophoniste du légendaire groupe Morphine, apporte quelques couleurs envoûtantes le temps d'un pont mélodique hors du temps[31].
6. Retour à la normale sous-entend, avec un champ lexical militaire, le retour du groupe dans un esprit conquérant et incisif. Les paroles évoquent Brest : l'Arsenal, les fumées du quartier de Recouvrance, le tonnerre de Brest (« la foudre gronder sur la cavale », la Cavale blanche étant l'hôpital de la ville)[40]. La musique festive, sur un tempo punk-rock, rappelle également les débuts du groupe[1].
7. Ô ma beauté est l'éloge de la beauté intérieure, abordant avec cynisme la société du paraître et egocentrique sur des sonorités pop britannique des années 90[1].
8. Entre les lignes est une ballade rock, écrite et chantée par le bassiste Éric, au sujet de la communication interpersonnelle[1].
9. Overcom tente de soigner l'overdose d'un « monde à la seconde », menant à l'oppression de la surinformation, la vie de faconde et la désinformation[6]. La ligne de basse très présente guide des accords de guitares aux allures hard-rock. Le refrain, martelé avec effets électro, répète le mot overcome (« surmonter »), com pouvant aussi être le diminutif de communication. Le début du deuxième couplet est chanté sur l'air d'un chant traditionnel breton (kan-ha-diskan)[5].
10. Margipop est une « gigue électrique et transhumaine »[31], « sorte de powerblues (quasi) instrumental »[37]. Au même titre que La Serpeta del Barrio sur La Cerise, il résume leur aventure humaine jusqu'à la naissance de l'album, écrivant le refrain avec amusement le dernier jour du mixage, pour enregistrer leurs voix et les mixer consécutivement. Le titre est un dérivé d'une expression utilisée par des paysans des Monts d'Arrée dans les années 60 ; lorsque les Beatniks et Hippies sont venus s’installer là-bas, ils étaient appelés Margifolks (des marginaux jouant de la folk)[7].
11. Peshmerga rend hommage aux femmes qui combattent l’État islamique (les peshmergas des Unités de protection de la femme au Kurdistan) : « Sèche tes larmes de soldat, tes larmes de mascara ». Ce morceau folk clôt l'album sur une note d'optimisme : « Ils ne l’emporteront pas », chanté avec un chœur, contrastant avec la gravité du propos[41]. Les paroles évoquent la migration des enfants et le port de la burqa (« maudits soient les crétins qui veulent cacher ton regard »).

### Pochette
Le visuel de couverture est basé sur l'oeuvre Future Love de l'artiste grec Adam Martinakis, retravaillée par Tristan Nihouarn. À l'origine en noir et blanc, les sculptures numériques en 3d sont colorisées dans des teintes bleu ; les visages de deux humanoïdes zébrés fusionnent en s'embrassant, leurs têtes formant un cœur. L'artwork autour du disque est réalisé par Valentine Petit Morin et Lïor Attia (Le design c'est l'Aventure !). 

### Clips

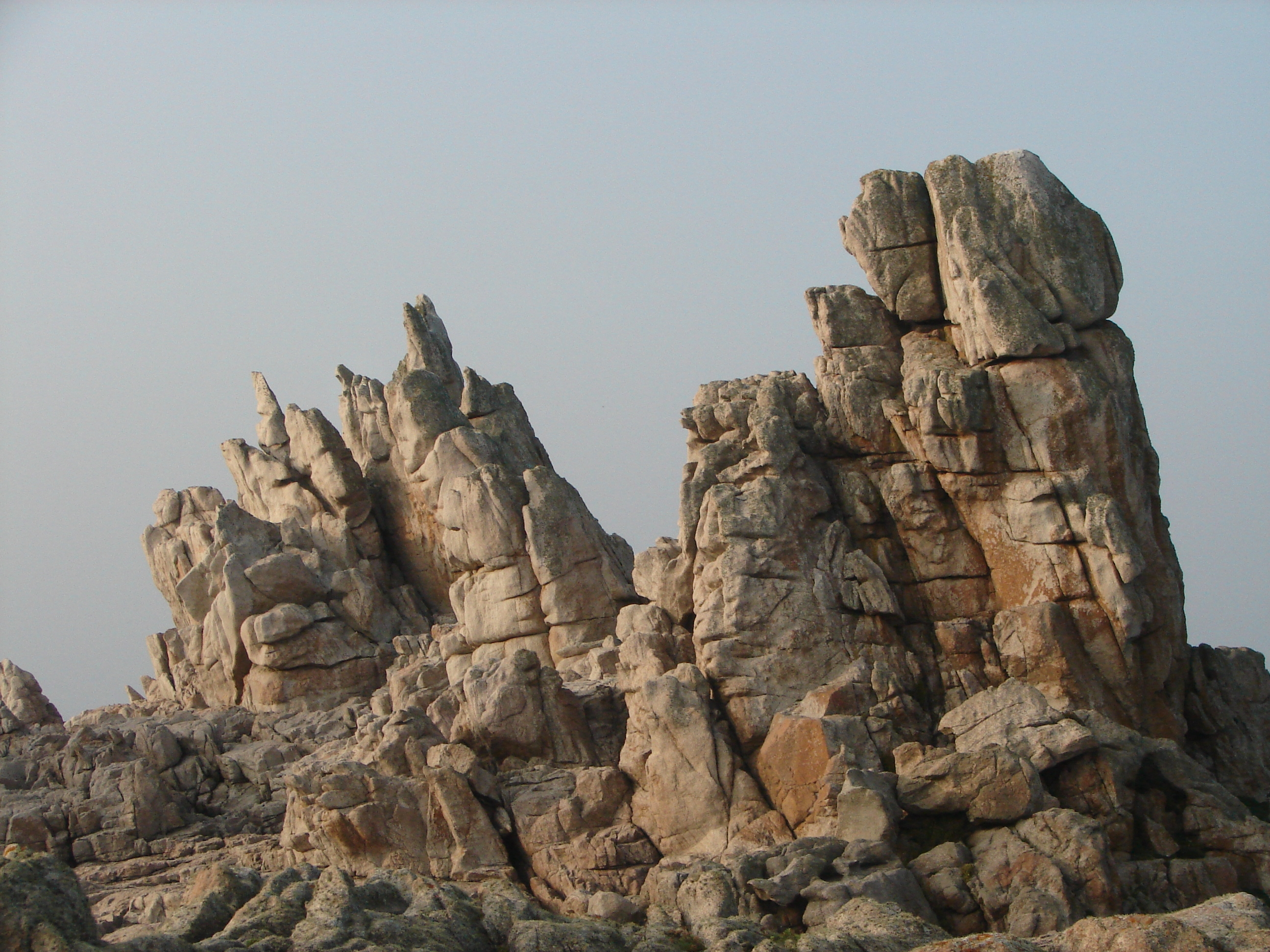
Roches de l'île d'Ouessant.

Le clip du single Marée Haute est diffusé sur YouTube le 17 février, réalisé par Stéphane Berla avec l'acteur Grégoire Baujat, la même équipe qui avait réalisé le clip La Cerise dix ans auparavant. Librement inspiré des films Seul au monde et Sa Majesté des mouches, le clip met en scène un naufragé, seul sur une île parmi la rocaille, sous un ciel gris et devant un horizon balayé par de fortes vagues. Les images, en noir et blanc, sont tournées sur l'île d’Ouessant, au large de Brest, ainsi que sur la côte rocheuse de Plougrescant. Avec pour seule compagnie des crabes, le jeune Victor, un homme politique déchu, tente tant bien que mal de poursuivre sa carrière, rongé par l'addiction au pouvoir et commençant à muter en crustacé. Sa mallette remplie de billets sert de « panier de crabes » et ses compagnons à pinces sont ses premiers électeurs.
Le deuxième clip est celui du single Lésine pas, diffusé sur Youtube le 4 mai et réalisé par Éric Beaupré, avec trois figurantes. Il met en scène le groupe et des choristes dans un décor sobre, avec le dépouillement du noir et blanc. Nous y sommes est le troisième clip qui paraît à l'automne.

## Fiche technique

### Pistes
Toutes les paroles sont écrites par Tristan Nihouarn (sauf Entre les lignes par Éric Digaire).
| 1.  | Nous y sommes       | 4:17 |
| 2.  | Lésine pas          | 2:52 |
| 3.  | Petite frappe       | 4:15 |
| 4.  | Marée haute         | 4:08 |
| 5.  | Toboggan            | 6:11 |
| 6.  | Retour à la normale | 3:11 |
| 7.  | Ô ma beauté         | 4:18 |
| 8.  | Entre les lignes    | 4:15 |
| 9.  | Overcom             | 3:19 |
| 10. | Margipop            | 3:11 |
| 11. | Peshmerga           | 4:18 |

### Crédits
| - Emmanuel Baroux : guitares, claviers, chant - Éric Digaire : basse, guitares, claviers, percussions, chant - Benoît Fournier : batteries, percussions, guitares, piano - Tristan Nihouarn : guitares, claviers, harmonica, percussions, flûte, chant - Bruno Green : claviers, guitares, percussions | - Gaëlle Kerrien : chœurs (2, 11) - Gaëlle Bellaunay : chœurs (2) - Morgane Mercier : direction des chœurs (11), chœurs (2, 11) - Ghislaine Bachelier, Odile Guillarmou, Nadia Le Goff, Grand Palladium : chœurs (11) - Dana Colley : clarinette basse, saxophones baryton, ténor et alto, flûte, voix (5) - Sébastien Blanchon : trompette (4, 6) - David Dupuis : trombone (6) - Jacopo Costa : cymbalum (4, 9) |

#### Équipe technique
- Réalisé, enregistré et mixé par Bruno Green et Matmatah
- Enregistré à The Chairworks Recording Studios (Castleford, UK) et à La Datcha (Brest)
- Ingénieurs du son : Emmanuel Casals (La Datcha), Mark Scully et David Watts (The Chairworks)
- Mixage : Antoine van den Berg (assistant ICP Studios)
- Mastering : Frank Arkwright (Abbey Road Studios)
- Production exécutive : Julien Banes (Upton Park Publishing)